# تخفيف الضغط العصبي
تخفيف الضغط العصبي هو إجراء جراحي عصبي لتخفيف الضغط المزمن المباشر على العصب لعلاج احتباس العصب ، وهو متلازمة انضغاط عصبي تتسم بألم مزمن شديد وضعف في العضلات. يستهدف تخفيف الضغط العصبي بهذه الطريقة الفسيولوجيا المرضية الأساسية للمتلازمة ويعتبر خيارًا علاجيًا جراحيًا من الخط الأول لألم الأعصاب الطرفية . على الرغم من معالجة السبب الكامن وراء المرض، فقد لا تكون الأعراض قابلة للعكس تمامًا، حيث أن التأخير في التشخيص يمكن أن يسمح بحدوث ضرر دائم للعصب والأوعية الدموية الدقيقة المحيطة به. كانت الأعصاب التي يمكن الوصول إليها عن طريق الجراحة المفتوحة فقط تقليدياً مرشحة جيدة لهذه الإجراءات، ومع ذلك، فإن الابتكارات في تنظير البطن وتقنيات الحفاظ على الأعصاب جعلت جميع الأعصاب في الجسم تقريبًا مرشحة جيدة، حيث لم يعد الوصول الجراحي عائقًا.

## التخطيط الجراحي
يختلف التخطيط الجراحي عن تشخيص الانحباس العصبي. يركز التشخيص على قرار ثنائي: هل يعاني المريض من انحباس عصبي أم لا؟ قد لا يكون التشخيص كافياً بمفرده لإجراء الجراحة، حيث أن المنطقة التي يجب استكشافها قد تكون واسعة جداً. يهدف التخطيط الجراحي إلى تحديد منطقة الانحباس المحددة لتحسين النتائج الجراحية. يُعدّ تحديد مستوى الانحباس أمرًا بالغ الأهمية للجراحة، حيث إن إزالة الضغط عن المنطقة الخاطئة سيؤدي إلى فشل الجراحة (على سبيل المثال، إجراء جراحة الظهر لحالة عرق النسا خارج العمود الفقري)،   يمكن أن يؤدي الفشل في علاج الانحباس العصبي في وقت مبكر إلى إصابة عصبية دائمة،  وقد يتعرض المريض لمضاعفات جراحية غير ضرورية.

### كتل التشخيص

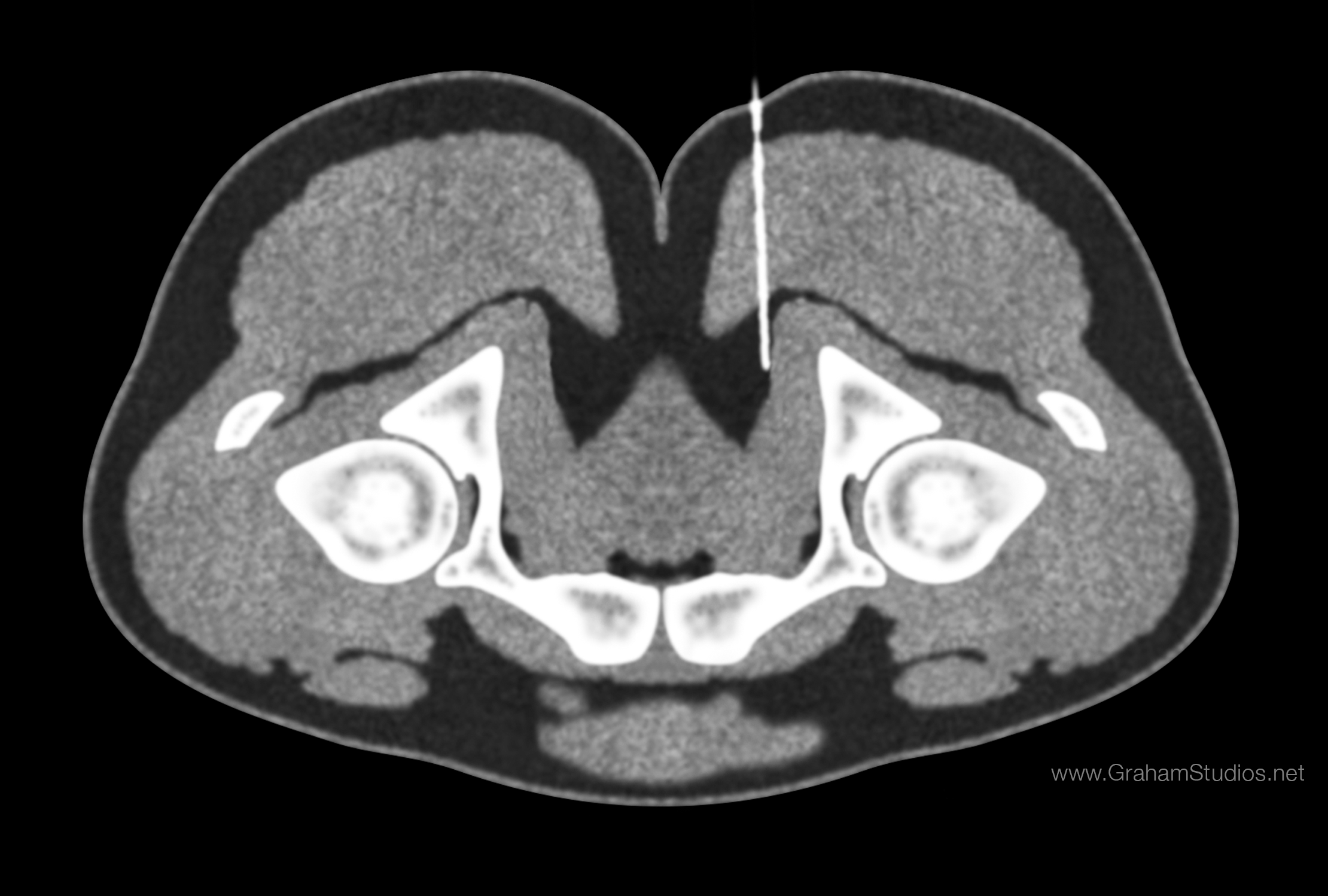
رسم توضيحي لعملية حقن العصب الفرجي في القناة الفرجية باستخدام التصوير المقطعي المحوسب

يمكن أن تؤكد الكتل العصبية التشخيصية التشخيص السريري للألم المزمن بالإضافة إلى تحديد موقع الانحباس. إن الحصار التشخيصي يشبه الجس المقلوب بمعنى أن الجس سوف يتسبب في إرسال العصب الحسي لإشارة ( إمكانات الفعل ) وسوف يمنع الإحصار العصب الحسي من إرسال إشارة. من خلال منع الإشارات العصبية، يمكن تحديد الأعصاب المسببة للألم أو استبعادها. تكون الأعصاب معرضة للانحباس في مناطق تشريحية معينة مثل الأنفاق العظمية الليفية، أو من خلال العضلات، أو بجوار الأنسجة الليفية.  وعليه، فإن معرفة هذه المناطق التشريحية بالإضافة إلى تشريح الأعصاب الطرفية يعد عنصرًا أساسيًا في التخطيط لعمليات التشخيص الناجحة. يُستخدم التصوير بالموجات فوق الصوتية غالبًا لتوجيه الإبرة بدقة، ولكنه يواجه قيودًا في تصوير الأعصاب الصغيرة والعميقة.  يكون التوجيه باستخدام التصوير المقطعي المحوسب أو التصوير بالرنين المغناطيسي في وضع أفضل للوصول إلى الأعصاب العميقة وكذلك لتحديد المستوى التشريحي للإبرة. 

### التصوير
قد يُستخدم التصوير بالرنين المغناطيسي لتحديد أسباب معينة للانحباس مثل الآفات البنيوية التي تضغط على العصب القريب، ولكنه عرضة للنتائج السلبية/الإيجابية الخاطئة وارتباطه سيء بالفحص السريري.  أحد القيود الرئيسية للتصوير بالرنين المغناطيسي هو أن الأنسجة العصبية مقاومة للتصوير. إن التقدم في مجال التصوير بالرنين المغناطيسي الذي يستفيد من خصائص أنسجة الأعصاب، والذي يسمى تصوير الأعصاب بالرنين المغناطيسي (MRN)، يوفر المزيد من التفاصيل. يمكن أن يكون تخطيط المسارات مفيدًا أيضًا في التخطيط الجراحي لقدرته على تحديد التشوهات العصبية الطرفية ذات الارتباط العالي بالنتائج أثناء الجراحة ولدقته التي تتفوق على تصوير الأعصاب بالرنين المغناطيسي وحده.  يستخدم التصوير بالرنين المغناطيسي التصوير الموتر الانتشاري لتصور الحركة الاتجاهية لجزيئات الماء على طول المسارات العصبية. في كثير من الأحيان يمكن التعرف على التشوهات على طول مسارات العصب حيث لا ينتشر الماء بشكل طبيعي على طول المحور. أُستخدم التصوير بالرنين المغناطيسي لتحديد احتباس العصب العجزي بواسطة العضلة الكمثرية، والذي لا يمكن تشخيصه إلا بالجراحة الاستكشافية . 

## قائمة العمليات الجراحية
تتضمن القائمة غير الشاملة لجراحات إزالة الضغط العصبي ما يلي:
- استئصال القرص الفقري بسبب الانزلاق الغضروفي
- استئصال الصفيحة الفقرية لعلاج متلازمة ذيل الفرس
- تخفيف الضغط للأوعية الدموية لعلاج ألم العصب الثلاثي التوائم [11]
- جراحة تخفيف الضغط العصبي المتعدد لعلاج الاعتلال العصبي المحيطي السكري [12]
- جراحة الصداع النصفي لعلاج الصداع النصفي [13]
- تحرير العضلة الكمثرية لعلاج متلازمة العضلة الكمثرية [14]
- تخفيف الضغط عن العصب الوركي لعلاج متلازمة الألوية العميقة [15]
- تخفيف الضغط عن العصب الفرجي لعلاج الألم العصبي الفرجي [16]
- تخفيف الضغط عن العصب الجلدي الوحشي من الفخذ (LFCN) لعلاج ألم الفخذ المذلي [17]
- تخفيف الضغط عن الضفيرة العجزية لعلاج انحباس الأعصاب داخل الحوض [18]
- تخفيف الضغط عن الضفيرة العضدية ، واستئصال القسيمة، واستئصال الضلع الأول، واستئصال الترقوة لمتلازمة مخرج الصدر [19]

## النتائج الجراحية
لا يزال تخفيف الضغط عن الأعصاب عملية جراحية جديدة نسبيًا، ومع ذلك، تظهر صورة واضحة عند النظر إلى نتائج بعض عمليات تخفيف الضغط عن الأعصاب الأكثر دراسة: تحرير نفق الرسغ ، وتخفيف الضغط عن العصب الوركي ، وجراحة الصداع النصفي . حتى في هذه العمليات الجراحية التي تُجرى بشكل شائع، لا يوحد قياس النتائج دائماً. الطرق الشائعة لقياس النتائج هي استبيانات الإعاقة الخاصة بالمتلازمة (على سبيل المثال استبيان بوسطن لنفق الرسغ،  استبيان أوسويستري لإعاقة أسفل الظهر،  وتقييم إعاقة الصداع النصفي  )؛ مقياس النظير البصري (VAS)؛  نتائج الفحص السريري؛  ورضا المريض الذاتي. 

### تحريرمتلازمة النفق الرسغي
تبلغ نسبة النجاح السريري لجراحة النفق الرسغي 75-90%.  يُقاس النجاح في أغلب الأحيان من خلال استبيان بوسطن لنفق الرسغ، والفحص السريري (الوظيفة الحسية، والوظيفة الحركية، والألم، والتشخيص الكهربائي، والوظيفة الغذائية)، والتقييم الذاتي للمريض. توصلت إحدى الدراسات إلى أنه على الرغم من تحسن حالة 86% من المرضى، إلا أن 26% فقط تعافوا بشكل كامل من النتائج السريرية والتشخيصية الكهربائية. ومن بين التقييمات الوظيفية، أظهر الألم أكبر قدر من التحسن بعد الجراحة.  وفي دراسة أخرى، قارنت بين مرضى متلازمة النفق الرسغي الذين اختاروا إجراء الجراحة مع أولئك الذين اختاروا عدم إجراءها. قال 77% من المجموعة التي خضعت للجراحة أنهم شفوا مقارنة بـ 16% ممن لم يختاروا إجراء الجراحة.  ورغم أن بعض نجاحات الجراحة قد ترجع فقط إلى التاريخ الطبيعي للمرض، فإن مجموعات الجراحة لا تزال تتمتع بتحسن في النتائج مقارنة بالتدابير الوقائية. أظهرت مراجعة منهجية أن العلاج الجراحي يتفوق على العلاج التحفظي في جميع مقاييس النتائج، ولكن العلاج التحفظي تسبب في مضاعفات أقل. 

### تخفيف الضغط عنالعصب الوركي
أظهرت مراجعة منهجية أن 90% من المرضى الذين خضعوا للجراحة شهدوا تحسنًا في درجات الألم، حيث تحسنت الدرجات من 6.7 قبل الجراحة إلى 2.1 بعد الجراحة، في المتوسط. في الأدبيات الطبية، يعتبر مقياس الألم البصري الأكثر شيوعًا لقياس نتائج جراحة تخفيف الضغط عن العصب الوركي، حيث يقوم المرضى بتقييم ألمهم على خط أفقي طوله 100 مم يُحول إلى درجة رقمية من 0-10 أو 0-100. أما استبيانات الإعاقة الرئيسية المستخدمة فهي درجة هاريس المعدلة للورك (mHHS) واستبيان الإعاقة أسفل الظهر من أوسويستري. وأظهرت إحدى الدراسات أن جميع المرضى الذين كانوا يعانون من متلازمة الألوية العميقة وكانوا يتناولون مسكنات الألم القوية قبل الجراحة (عددهم = 21) لم يعودوا في حاجة إلى مسكنات الألم الأولي بعد جراحة تخفيف الضغط.

### جراحة الصداع النصفي
أظهرت مراجعة منهجية أن التحسن يُلاحظ في 68-100% من المرضى الذين خضعوا للجراحة، وأن القضاء التام على الصداع النصفي يُلاحظ في 8-86% من المرضى الذين خضعوا للجراحة. عادةً ما تُقياس النتائج بناءً على شدة الصداع النصفي، وتكراره، ومدته (وكان المقياس المبكر، وهو مؤشر صداع النصفي، مجرد حاصل ضرب هذه القيم الرقمية). أما استبيانات الإعاقة الأكثر شيوعًا للصداع النصفي فهي استبيان تقييم الإعاقة بسبب الصداع النصفي (MIDAS)، واختبار تأثير الصداع (HIT)، واستبيان الجودة الحياتية الخاصة بالصداع النصفي (MSQ).
وقد أجرت إحدى الدراسات العشوائية مقارنة بين فعالية جراحة الصداع النصفي والعلاج الدوائي، ووجدت أن العلاج الجراحي كان له معدل نجاح أعلى بكثير من العلاج الطبي. والجدير بالذكر أن 36% من المرضى في مجموعة العلاج الجراحي شهدوا القضاء التام على الصداع النصفي، مقارنة بـ 4% في مجموعة العلاج الطبي.  وأجرت دراسة عشوائية أخرى مقارنة بين الجراحة والجراحة الوهمية. أظهر 57% من مجموعة الجراحة التخلص التام من الصداع النصفي، مقارنة بـ 4% فقط من مجموعة الجراحة الوهمية.  توصلت دراسة منفصلة تبحث في النتائج إلى وجود توزيع ثنائي النمط (نتيجتان رئيسيتان)، حيث شهد ما يقرب من >80% من المرضى إما انخفاضًا في الأعراض بنسبة 80% على الأقل أو انخفاضًا أقل من 5%. ومن بين المرضى الذين شهدوا تحسنًا ملحوظًا، بلغ متوسط التحسن 96%. ومن بين المرضى الذين شهدوا تحسنًا طفيفًا، كان متوسط التحسن 0%. 
قد يكون من المهم إيلاء اهتمام خاص للقضاء التام على الصداع النصفي أو قياس النتائج بعد عمليات المتابعة الطويلة (على سبيل المثال عدة سنوات) لتقييم فعالية جراحة الصداع النصفي لأن أبحاث الصداع وجدت تأثيرًا قويًا للعلاج الوهمي .  وجدت دراسة تحليلية كبيرة أن تأثير العلاج الوهمي في علاجات الصداع النصفي الحاد انخفض بشكل كبير عندما كانت نتيجة العلاج "خالية من الألم" (9% من المرضى) مقارنة بـ "تحسن" (30% من المرضى).  توصلت الدراسات التي قارنت جراحة الصداع النصفي بمجموعة التحكم إلى معدلات شفاء منخفضة مماثلة باستخدام العلاج الوهمي، حيث بلغت كل منهما 4%.

## المضاعفات
يمكن أن تكون المضاعفات أثناء العملية الجراحية أو بعدها. من بين مجموعة المضاعفات الجراحية العامة مثل النزيف والعدوى والندبات ومضاعفات التخدير العام وما إلى ذلك، تأتي عمليات تخفيف الضغط على الأعصاب مصحوبة بخطر إصابة الأعصاب . يمكن أن يتعرض العصب للإصابة بشكل مباشر بسبب القطع، أو الشد، أو السحق، أو تدمير الأوعية الدموية التي تغذي العصب، وما إلى ذلك. وفي حين طُورت تقنيات الحفاظ على الأعصاب للتخفيف من إصابة الأعصاب،   فإن الطبيعة الجذرية لجراحات تخفيف الضغط لا يمكنها القضاء على المخاطر.
في دراسة وطنية كبيرة حول مضاعفات ما بعد جراحة تخفيف الضغط عن نفق الرسغ، كانت المضاعفات الخطيرة التي شوهدت هي فتح الجرح، وعدوى الجرح، وإصابة الأوتار، وإصابة الأوعية الدموية العصبية. كانت المضاعفات الخطيرة بعد الجراحة، والتي عُرفت بأنها تتطلب إعادة الدخول إلى المستشفى في غضون 90 يومًا، نادرة نسبيًا، بنسبة 0.1% على مدى ما يقرب من 850.000 عملية جراحية. 
تتسم عملية تخفيف الضغط عن العصب الوركي بالمنظار بمعدلات منخفضة من المضاعفات أيضًا. لم تجد دراستان أجريتا على 95 مريضًا أي مضاعفات.   كما وجدت مراجعة منهجية أيضًا معدل مضاعفات رئيسية بنسبة 0% ومعدل مضاعفات طفيفة بنسبة 1% للتنظير الداخلي.
أظهرت مراجعة منهجية لجراحات الصداع النصفي أن معدل المضاعفات الرئيسية بلغ 1%، بينما بلغ تقدير المضاعفات الطفيفة حوالي 32%. كانت المضاعفات الأكثر شيوعًا هي نقص الحس / تشوش الحس والحكة.  وجدت مراجعة منهجية أخرى أن معدل الأحداث السلبية بلغ 11.6%.  أحد التحديات في تصنيف معدل المضاعفات لجراحة الصداع النصفي هو أنها جراحة جديدة نسبيًا وبالتالي فإن العلاج الجراحي يمكن أن يكون غير متجانس للغاية بين الجراحين المختلفين (على سبيل المثال إزالة الشريان، وإزالة العضلات، وتخفيف ضغط العصب، وإزالة العصب عبر موقع أو أكثر من مواقع التحفيز). 

## إجراءات أخرى
البديل لتخفيف الضغط هو استئصال العصب .  عندما لا يحتوي العصب على أي ألياف حركية ويكون فقدان الحس مقبولاً، فإن استئصال العصب بالكامل قد يكون حلاً "أكثر تكاملاً" لأنه سيعالج منطقة جلدية أوسع بكثير (جميع الألياف العصبية البعيدة من نقطة الاستئصال). من ناحية أخرى، لا يمكن لعمليات تخفيف الضغط عن الأعصاب استكشاف المسار الكامل للعصب وجميع فروعه، وبالتالي قد تفوت نقطة الانحباس الحقيقية. ولهذا السبب، قد يُنظر في استئصال العصب بعد فشل عملية تخفيف الضغط. ومن أمثلة الأعصاب التي قد تكون مرشحة جيدة للاستئصال العصب الجلدي الوحشي من الفخذ ،  والعصب الوجني الصدغي للعصب ثلاثي التوائم ،  والعصب الجلدي الفخذي الخلفي ،   والأعصاب الوتدية الوسطى /العلوية. 
ليس من الواضح ما إذا كان استئصال العصب أفضل من تخفيف الضغط على العصب عندما يكون كلا العلاجين مناسبين. توصلت دراسة أجريت عام 2017 على الألم العصب القذالي إلى عدم وجود بيانات كافية لاتخاذ قرار.  وجدت دراسة أجريت على ألم الفخذ المذلي معدلات نجاح أعلى لاستئصال العصب وأن معظم المرضى لم يزعجهم نقص الحس بعد العملية. 

## التاريخ
يتميز علاج كل انحباس عصبي محيطي بتاريخه الخاص، مما يجعل أي سرد مفرد غير مكتمل.
كانت أعراض إصابة الأعصاب في أوائل القرن العشرين تُسمى شلل الأعصاب (في الوقت الحاضر، تُستخدم مصطلحات الاعتلال العصبي أو التهاب الأعصاب بشكل أكثر شيوعًا). كان المفهوم الذي يشير إلى الإصابات التي تسبب شلل الأعصاب مفهوماً في ذلك الوقت. على سبيل المثال، كانت الكسور في المعصم معروفة بأنها تسبب شلل الأعصاب بسبب الضغط، وكان يمكن علاج ذلك من خلال تحرير العصب. كانت عمليات تخفيف الضغط عن الأعصاب تحدث بعد الإصابات الرضحية في بداياتها. ومع ذلك، كانت الأسباب غير الرضحية لشلل الأعصاب أقل وضوحًا، وفي بعض الحالات لم يكن لها تفسير معروف (مجهول السبب). أدى تطور متلازمة النفق الرسغي لتفسير شلل العصب المتوسط المتأخر مجهول السبب إلى تثبيت مفهوم الضغط العصبي في مناطق ضيقة تشريحيًا، وأثر ذلك على تطوير متلازمات النفق الأخرى. وسعت هذه الفكرة من مؤشرات تخفيف الضغط العصبي لتشمل الاعتلالات العصبية مجهولة السبب وكذلك العديد من أجزاء الجسم التي تظهر فيها مناطق ضيقة بالقرب من الأعصاب.
استفادت عمليات تخفيف الضغط العصبي من التقدم في التكنولوجيا وجراحة الأعصاب المحيطية. على سبيل المثال، كان استخدام المجهر الجراحي (الجراحة التي تستخدم هذا المجهر تعرف الآن بالجراحة المجهرية) أمرًا هامًا في تطوير عملية تخفيف الضغط على الأوعية الدموية الدقيقة لعلاج ألم العصب ثلاثي التوائم. كانت الجراحة التنظيرية تقدمًا مهمًا، حيث سمحت بتوسيع الوصول الجراحي بشكل كبير مقارنة بالجراحة المفتوحة. على وجه الخصوص، قدمت الجراحة التنظيرية وصولًا أفضل إلى العصب الحوضي والعصب الوركي، وسهّلت إمكانية تخفيف الضغط عن الضفيرة العجزية. أدى استخدام إحصار العصب التشخيصي المدعوم بالصور إلى تحسين قدرات تحديد العصب المحصور وكذلك موقع انحصاره، مما أدى إلى تشخيص أكثر دقة وتقليل الحاجة للاستكشاف الجراحي. سمح استخدام التصوير العصبي بالرنين المغناطيسي (MRN) وتصوير الانتشار باستخدام الأشعة المقطعية (DTI) بتحسين تصور الأعصاب، مما أتاح في بعض الأحيان تحديد موقع الانحصار دون الحاجة إلى استكشاف جراحي موسع. لا تزال الجراحة الروبوتية في مراحلها الأولى، ولم تحقق بعد استخدامًا واسعًا في عمليات تخفيف الضغط العصبي أو حتى في جراحة الأعصاب المحيطية، لكنها يمكن أن توفر الدقة والمرونة والثبات الذي لا يمكن تحقيقه يدويًا.
١٨٧٨: أول عملية تخفيف ضغط للعصب الزندي.  ومع ذلك، لم تحظَ بالكثير من الاهتمام في ذلك الوقت.
١٩٣٣: أول جراحة للنفق الرسغي بسبب الضغط ما بعد الإصابة. 
١٩٤٦: أول عملية جراحية للنفق الرسغي بسبب الضغط مجهول السبب. 
١٩٥٨: وصف جراحة النفق المرفقي.
١٩٦٢: وصف جراحة نفق عظم الكعب. 
١٩٦٧: عملية جانيتا لعلاج ألم العصب الثلاثي التوائم. 
١٩٨٩: جراحة النفق الرسغي باستخدام التنظير الداخلي. 
١٩٩٢: وصف التصوير العصبي بالرنين المغناطيسي.  أول دراسة سريرية على تخفيف الضغط العصبي لتخفيف أعراض الاعتلال العصبي المحيطي السكري. 
١٩٩٤: وصف تصوير الانتشار باستخدام الأشعة المقطعية (DTI). 
١٩٩٧: تخفيف الضغط عن العصب الحوضي باستخدام التنظير الداخلي. 
٢٠٠٠: العثور على ارتباط بين رفع الحاجب وتقليل الصداع النصفي. وهذا يعد مقدمة لجراحة الصداع النصفي الحديثة. 
٢٠٠٣: تحرير عضلة كمثرية باستخدام تنظير المفاصل. 
٢٠٠٥: استخدام التصوير العصبي بالرنين المغناطيسي وحقن موجهة بالصور في دراسة سريرية لتحسين نتائج تخفيف الضغط العصبي. 
٢٠١٠: تخفيف الضغط عن العصب الوركي باستخدام التنظير الداخلي. 
٢٠١٥: تخفيف الضغط عن الضفيرة العجزية باستخدام التنظير الداخلي؛ فك الضغط عن العصب الحوضي باستخدام الروبوت. 

## المجتمع والثقافة

### الجدل
أثارت جراحة تخفيف الضغط العصبي جدلاً في تخصصات طبية مختلفة. يتلخص الجدل عمومًا في تفسير الأدلة المتاحة وجودة الأدلة اللازمة لاعتبار تخفيف الضغط العصبي خيارًا علاجيًا صالحًا للأمراض أو المتلازمات المحددة.

#### المنتقدون
يعتقد المنتقدون عمومًا أن نتائج جراحات تخفيف الضغط العصبي المحددة ترجع إما إلى تأثير الدواء الوهمي (تأثير توقعات المريض على النتائج) أو إلى التاريخ الطبيعي (تحسن المرضى من تلقاء أنفسهم). يرفض المنتقدون أحيانًا صلاحية جراحة تخفيف الضغط العصبي لأن أطروحة ضغط العصب تتعارض مع النظريات السابقة حول كيفية عمل بعض الأمراض.  في الاعتلال العصبي المحيطي السكري (الذي يمكن علاجه في بعض الحالات بعدة جراحات تخفيف ضغط عصبي ) والصداع النصفي (جراحة الصداع النصفي هي عملية تخفيف ضغط عصبي )، يختلف المنتقدون في تفسير النتائج لأن غالبية الدراسات هي دراسات حشدية رجعية (تقارير عن الجراحات التي أُجريت في الماضي) بدلاً من التجارب المنضبطة المعشاة (RCTs)، وبالتالي قد تكون أي نتائج إيجابية للجراحة متأثرة بأخطاء منهجية مثل عدم وجود مجموعات مرجعية مناسبة.  قد يعتقد المنتقدون أنه في ظل عدم وجود تجارب منضبطة معشاة حول جراحة تخفيف الضغط العصبي، والمخاطر المعروفة للمضاعفات الجراحية (على الرغم من صغرها)، لا ينبغي التوصية بجراحة تخفيف الضغط العصبي. 

#### المؤيدون
زعَم المؤيدون أن نجاح علاج المرضى الذين كان من المستحيل علاجهم سابقًا يثبت صلاحية تخفيف الضغط كعلاج.  وأن التجارب المنضبطة المعشاة في البحث الجراحي تحتوي على مشاكل أخلاقية، حيث أن مجموعة مرجعية مناسبة ستتلقى جراحة وهمية وتتعرض للمضاعفات الجراحية.  وأن التجارب المنضبطة المعشاة لا ينبغي أن تكون الطريقة الوحيدة لتقييم فعالية العلاج بالنظر إلى التحديات في استخدامالتجارب المنضبطة المعشاة لدراسة الجراحة أُقترحت مقارنة الجراحة بأفضل العلاجات المتاحة كبديل).  وأن التحيز المحتمل في الدراسات الحالية لا يأخذ في الاعتبار التأثيرات الكبيرة والقابلة للتكرار لجراحة تخفيف الضغط العصبي، لذا لا ينبغي تجاهل النتائج لمجرد أن الدراسات ليست تجارب منضبطة معشاة.  وأن التحسن من الجراحة أكبر بكثير من حجم تأثير الدواء الوهمي المدروس، وبالتالي لا يمكن تفسيره به.  وأن اقتراح أن الجراحة هي تأثير وهمي هو معيار مزدوج عندما لا يستفيد هؤلاء المرضى المقاومون للعلاج من تأثير الدواء الوهمي للعلاجات غير الجراحية الفاشلة أو حتى العلاجات الجراحية الفاشلة السابقة.  أشار المؤيدون إلى أن الضغوط العصبية تُرى في العديد من الأعصاب الأخرى، وأنه ينبغي أن نتوقع رؤية بعض المرضى الذين يعانون من الإحصارات في أي عصب محيطي معين.  وادعى المؤيدون أن بعض المنتقدين قد تجاوزوا الشكوك الصحية، وضللوا ادعاءات المؤيدين، وجادلوا ضد مواقف لم يتخذها المؤيدون، ووجهوا انتقادات غير بناءة، وأساؤوا تفسير تأثير الدواء الوهمي بطرق غير مدعومة من قبل الأبحاث التي راجعها النظراء. 